# Ewondo jezik
Ewondo jezik (ISO 639-3: ewo; ewundu, jaunde, yaounde, yaunde), nigersko-kongoanski jezik uže sjeverozapadne bantu skupine, kojim govori oko 578 000 ljudi (1982 SIL) iz plemena Ewondo ili Yaunde u kamerunskoj provinciji Center.
Jedan je od 8 jezika podskupine Yaunde-Fang (A.70). Etnička grupa ogranak je naroda Beti. 
Ewondo je važan je u trgovini i ima brojne dijalekte: badjia (bakjo), bafeuk, bamvele (mvele, yezum, yesoum), bane, beti, fong, mbida-bani, mvete, mvog-niengue, omvang, yabekolo (yebekolo), yabeka, yabekanga, enoah i evouzok.

## Vanjske poveznice
- Ethnologue (14th)
- Ethnologue (15th)